# Luo Honghao
Luo Honghao (n. 31 ianuarie 2000, Nanchang⁠(d), Republica Populară Chineză) este un jucător chinez de snooker.
În 2019, a fost învins de fostul campion mondial Shaun Murphy în primul tur al Campionatului Mondial de la Sheffield cu 10-0, performanță nemaivăzută de 27 de ani la Crucible. Anterior, Honghao reușise să se califice pe tabloul principal pentru prima oară în carieră, după ce a trecut de Marco Fu, Tom Ford și un alt cap de serie.
Cea mai bună performanță în cadrul turneelor de clasament mondial, este sfertul obținut în 2018 la Openul Englez (unde i-a învins pe Neil Robertson și Anthony McGill).
Este antrenat de Roger Leighton care s-a mutat din Preston în Hong Kong pentru a antrena jucători chinezi.